# だが、情熱はある
『だが、情熱はある』（だが じょうねつはある）は、2023年4月9日から6月25日まで、日本テレビ系「日曜ドラマ」枠にて放送されたテレビドラマ。主演は髙橋海人（King & Prince）と森本慎太郎（SixTONES）。
若林正恭（オードリー）と山里亮太（南海キャンディーズ）の半生を描く。

## 制作背景

### 企画・制作
本作のプロデューサー・河野英裕が若林と山里両名のエッセイ本を読み、浮かび上がる人物像からフィクションで二人が出会うお笑い芸人の青春ものでドラマ化できると確信し企画書を作成。映画部門に異動していたことで暫くその企画書は寝かされることになるが、テレビドラマ部門に異動後、若林・山里の漫才コンビ（およびふたりが出演する深夜バラエティ）『たりないふたり』のことを知らず、ドラマ班の企画会議で、その企画書を披露すると、図らずもその会議に「たりないふたり」の仕掛け人である安島隆が参加しており、「実は、もうこれやっているんですよ」と事情を説明される。安島は「たりないふたり」の仕掛け人故にドラマ化の判断に苦慮したが、会議に参加する他のメンバーがドラマ化に前向きであったことから、若林と山里当人たちや事務所にドラマ企画の話を確認してもらう運びとなり、最終の企画会議も通り、ドラマ化されることになる。
若林と山里の友情物語でもない、まだこれからさらに駆け上がっていくという意味では、サクセスストーリーでもないため、河野は「ただ、教訓がある」という内容のドラマにしようと考えていたが、脚本の今井太郎が、台本の中でこのセリフを取り上げ、「たりないふたり、だが情熱はある」と言葉がつながることもあり、ドラマタイトルにしようと提案、タイトルが「だが、情熱はある」に決定する。

### キャスティング
若林役の髙橋海人がいつも不安を抱え、暗中模索で走っている様子に若林との共通性を感じたこと、山里役の森本慎太郎はビジュアル的に寄せることができ、バラエティー番組で見せる場を盛り上げる点に山里に近い雰囲気を感じさせたことがふたりの起用理由であると、プロデューサーの河野は語っている。
髙橋と森本は若林、山里と連絡先の交換を行い、髙橋は若林を食事に誘うなどして作中で描かれるエピソードの実際の様子を質問したり、森本は山里に台本を読んでもらったボイスメールを送ってもらい、本人のしゃべり方の特徴を研究するなどして役作りを行っている。

## キャスト

### 主要人物
若林正恭（わかばやし まさやす）
演 - 髙橋海人（King & Prince）（5歳時：小嶋一富観、小学生時：桑名愛斗）
オードリーのツッコミ担当。極度に人見知りな超ネガティブ男。
山里亮太（やまさと りょうた）
演 - 森本慎太郎（SixTONES）（6歳時：森田湊斗、幼少期：鈴木かつき）
南海キャンディーズのツッコミ担当。被害妄想と嫉妬に狂う男。

### 相方
春日俊彰（かすが としあき）
演 - 戸塚純貴
オードリーのボケ担当。
若林とは中学からの同級生で、彼と同じくアメフト部所属。高校卒業後、若林の誘いを受け「ナイスミドル」を結成。大学卒業後は就職を考えていたが、若林との勝負に負けたことからコンビを継続する。全く売れない状況に苦しみ解散を考える若林に対し「どう考えても、幸せ」と告げるなど、楽天的。
ブレイク後は、動物番組の出演やエアロビクスへの挑戦など、我が道を突き進む。
山崎静代（やまさき しずよ）
演 - 富田望生（第3話 - 最終話）
南海キャンディーズのボケ担当。
女性コンビ「西中サーキット」解散後、山里から熱烈なアピールを受ける。当初は山里から告白されると勘違いし彼を避けていたが、山里考案のネタを見せられコンビ結成を打診されると、ネタの面白さから浮宮とのコンビを解散し、山里の提案を承諾する。
ブレイク後は、女優業をはじめボクシングや画家など様々な分野で活躍する。

### 若林家
若林徳義（わかばやし とくよし）
演 - 光石研（第1話 - 第11話）
正恭の父。インチキ医師の言葉を信じ、息子に感情を出すと「死ぬ」と呪いの言葉をかけ、彼を自意識過剰で人見知りな性格に育ててしまう。非常に頑固な性格で、「勝っていたい」という考えからトラブルを起こして職を転々し、一時期は旭川に移り住んで仕事をする。
若林知枝（わかばやし ちえ）
演 - 池津祥子
正恭の母。若林曰く、世間体を気にする性格。息子には芸人を辞めて早く就職してほしいと考えている。
若林麻衣（わかばやし まい）
演 - 箭内夢菜（幼少期：古川凛）
正恭の姉。
若林鈴代（わかばやし すずよ）
演 - 白石加代子（第1話 - 第11話）
正恭の祖母。正恭の良き理解者で、孫が早くテレビに出てほしいと願っている。

### 山里家
山里勤（やまさと つとむ）
演 - 三宅弘城
亮太の父。息子のことを面白くないと思っているため、亮太がお笑い芸人になろうとしていることを知り、呆れかえる。
山里瞳美（やまさと ひとみ）
演 - ヒコロヒー
亮太の母。薬局の店員。元スケバン。あらゆることで息子を褒め、彼を妬み嫉みを燃料に自分を奮い立たせる人格に育ててしまう。
山里周平（やまさと しゅうへい）
演 - 森本晋太郎（トンツカタン）
亮太の兄。お笑い芸人になろうとする弟をバカにする。

### 芸能関係者
島貴子（しま たかこ）
演 - 薬師丸ひろ子
テレビプロデューサー。テレビに出ている若林と山里の姿を見た際に二人が似ていることに気づき、深夜バラエティ『たりないふたり』を企画。若林と山里を引き合わせる。
高山三希（たかやま みき）
演 - 坂井真紀（第4話 - 最終話）
南海キャンディーズのマネージャー。吉本の大阪若手班に移動してきた際、出会った南海キャンディーズの実力を見抜き、周囲を認めさせるためM-1グランプリ決勝に進出するよう発破をかける。
谷勝太（たに しょうた）
演 - 藤井隆（第4話 - 第11話）
物まねタレント。通称：谷ショー。
オードリーと同じ事務所の先輩芸人。女性アイドル「まやや」の物まねで人気を博す。
「今、幸せ？」が口癖で、初対面時に若林を「みんな死んじゃえって顔してるね」と評する。その後はナイスミドルを気にかけ、若林の相談に乗る。
鈴木足秋（すずき たりあき）
演 - 水沢林太郎（第6話 - 最終話）
お笑いコンビ「わくわくテント」のメンバー。通称：スズタリ。
高校時代、文化祭の実行委員に若林を推薦した男子生徒に瓜二つの別人。
ナイスミドルのボケ担当が春日でなく、若林であることを疑問視する。のちに若林と春日の盟友となり、オードリーを支える存在となる。
DJ杉内（ディージェーすぎうち）
演 - 加賀翔（かが屋）（第6話 - 最終話）
ヒップホップユニット「kreePeanuts（クリー・ピーナッツ）」のDJ担当。
L田雲とともに「たりないふたり」に感銘を受け、同名の曲を勝手に制作する。この話を耳にした若林からは、L田雲とともに直接感謝の言葉を伝えられる。
L田雲（エルたぐも）
演 - 賀屋壮也（かが屋）（第6話 - 最終話）
「kreePeanuts」のラップ担当。
DJ杉内とともに「たりないふたり」という曲を制作し、これを機にブレイクを果たすと、「明日のたりないふたり」では本人たちの前でラップを披露する。

### 交際相手
丸山花鈴（まるやま かりん）
演 - 渋谷凪咲（NMB48）（第4話 - 第10話）
山里が好きになる女性。お菓子の商品開発に従事している。ピン芸人「イタリア人」としてネタ練習する山里に興味を示し、親しくなる。
M-1グランプリ準優勝後、山里から交際を申し込まれ、それを承諾する。しかし、後日お菓子の勉強をするためイタリアへ旅立ち、山里と離別する。
橋本智子（はしもと ともこ）
演 - 中田青渚（第3話 - 第10話）
若林が好きになる女性。クレープ屋の前でネタを披露していたナイスミドル（オードリー）のファン。売れずに悩む若林を「面白いです」と常に励ます。

### ゲスト

#### 第1話
医者
演 - 安斎肇（第2話）
親に連れられて来院した幼い若林を診察した際、「心臓に穴が開いているので、感情を出すと死ぬ」と両親に忠告する。後に病院が潰れたことで、インチキ医師であったことが判明する。
溜川（ためかわ） / ためちゃん
演 - 倉悠貴（第7話）
山里の同級生。「時々」面白いからお笑い芸人になるよう、山里に勧める。
M-1グランプリの決勝前に花鈴へ告白しようと考えていた山里から電話をかけるよう頼まれ、知らぬうちに山里の告白を切り出すきっかけに協力させられる。
小沢（おざわ）
演 - 浅野竣哉
山里の同級生。イケメンなうえ、陸上で全国大会に行き、東大を受験する。
洲崎（すざき） / ザッキー
演 - 小野莉奈
山里が惹かれる同級生。面白い人がタイプ。
自分の気を引くために話していた山里のトークを面白いと言い、山里がお笑い芸人を目指すきっかけを作る。
女子生徒
演 - 原田えりか
洲崎の同級生。小沢が洲崎のことを好きだと気づき、洲崎に美男美女のお似合いのカップルになると話す。
男子生徒
演 - 水沢林太郎
若林のことを面白いと思っており、文化祭のクラス代表の実行委員に投票する。
西村
演 - 久保田真旺
文化祭の実行委員を決める際、若林に投票した男子生徒の票を無効票にしようとしたため、投票した生徒に殴り掛かられる。

#### 第2話
米原（よねはら）
演 - 宮下雄也
山里が入学する関西大学の学生寮「北斗寮」の部屋長。山里と相部屋。
芸人になると言っていた山里が一向に実行に移さないことから、発破をかけ、NSCの入学願書を渡す。
教授
演 - 橋本恵一郎、Gustavo J
若林が進学した東洋大学（夜間）の教授。
男性
演 - 斉藤一平
若林が進学した東洋大学（夜間）の同級生で、パーマをかけている。若林からお笑い芸人の相方に誘われるが、断る。
広島焼き店の店員
演 - 坂口辰平
若林の父である徳義にソバ抜きの広島焼きを注文されたためメニューにないと断ろうとするが、折れてソバ抜きの広島焼きを提供する。
救急隊員
演 - 岡部尚
「たりないふたり」解散ライブ終了後に倒れ、救急車で搬送された若林の対応をする。
お好み焼き店の店員
演 - 五十嵐サキ
関西大学に進学した山里とその両親にお好み焼きを提供する。
望月
演 - 清田みくり
山里と合コンで出会った女性。山里から交際を申し込まれるが、以前交際していた男性が忘れられないと断る。
NSCの面接官
演 - 大西ユースケ
面接者たちにネタを披露するよう呼び掛ける。

#### 第3話
宮崎（みやざき）
演 - 九条ジョー
NSCで山里が最初に組んだコンビ「侍パンチ」の相方で、ツッコミ担当。山里からの執拗なダメ出しに心が折れ、涙ながらにコンビ解散を訴える。
和男（かずお）
演 - 清水尋也（ - 第4話）
山里の侍パンチ解散後のコンビ「足軽エンペラー」の相方で、ツッコミ担当。アパレル関係でバイトしており、山里の衣装をコーディネートする。
「ガチンコ漫才道」で優勝するなど結果を残すが、満足しない山里に「オレが売れるための道具」と言われたため、キレてコンビを解散する。
梨田
演 - 浦上晟周
山里の後輩で、北斗寮で山里と相部屋になる。その際、芸人の知人が出来たことに興奮する。
ヘッドリミット
演 - 山名大貴（パンプキンポテトフライ）（ - 第5話）、谷拓哉（パンプキンポテトフライ）（ - 第5話）
NSCの山里の同期。NSCでネタみせして講師から褒められ、山里に一方的にライバル視される。
在学中にプロデビューしている先輩に交じりお笑い新人賞で最優秀賞を受賞したため、山里に妬まれ誹謗中傷の被害に遭う。
講師
演 - 福田転球
NSCの講師。ヘッドリミットのネタを評価する。
居酒屋の店員
演 - もろいくや
バイトの面接を受けに来た若林に「不採用の時は電話しますから」と採用しない前提の言葉をかける。
制服警官
演 - 柳沢慎吾（ - 第7話・第9話）
侍パンチや足軽エンペラー、ピン芸人「イタリア人」、南海キャンディーズと、屋外での歴代の山里のネタ練習を見守る。
寺川愛
演 - 松村キサラ（ - 第5話・第8話）
智子の友人。智子とともに、クレープ屋の前でナイスミドルのネタを観覧する。
不動産屋
演 - 太田美恵
若林の応対をするが、彼が相方の春日を保証人にしようとしたことから、部屋を貸すことを断る。
吉野
演 - かな（麦）（ - 第5話）
「西中サーキット」のツッコミで、しずちゃんの相方。ツッコミ担当。

#### 第4話
竹原
演 - 竹原慎二（本人、資料映像）
バラエティー番組『ガチンコ!』（TBS）のコーナー「ガチンコファイトクラブ」に登場する元ボクシングWBAミドル級世界チャンピオン。
『ガチンコ!』のナレーター
声 - 垂木勉
支配人
演 - 木下政治
春日がアルバイトする物まねパブの支配人。ナイスミドル（オードリー）に前説の仕事を依頼する。
ドラコ
演 - TAIGA（ - 第8話）
物まねパブでアルバイトする芸人。アメフトのネタは顔が見えず、客が引くので止めるようにナイスミドルに注意する。その後も彼らに目をかけており、「オードリー」への改名の瞬間にも立ち会う。
ポール人参
演 - コウメ太夫
『ガチンコ漫才道』の審査員。審査の指示を無視するのはズルだと山里に注意する。
バーモント秀樹
演 - バーモント秀樹（本人役）
物まねパブの出演者。楽屋で本を読む若林にそんな奴は売れないと注意し、カレーを食べる春日に前説は食うなと文句を言う。
物まねタレント
演 - 都ひばり（第6話）、民秋貴也（第6話）、ダンキー、よっぴ、おやーじ北島（第6話）
物まねパブの出演者。
物まねパブの客
演 - 小井土一章
ナイスミドルの漫才中に、物まねを見せろとクレームをつける。
不動産屋
演 - 鈴木理学
来店した若林の応対をせず、無視する。
コンビニの店長
演 - 坂本直季
芸人は直ぐ休んで勝手にやめるという偏見から、バイトの面接を受けに来た若林を追い返す。
店員
演 - 田尾きよみ（第6話）
花鈴が度々訪れる定食屋で働く。

#### 第5話
ディレクター
演 - 岩永ひひお（第6話）
『エンタの神様』の番組ディレクター。オーディションを受けたナイスミドルを審査する。
浮宮
演 - 白間太陽
男性芸人。西中サーキット解散後、山里よりも先にしずちゃんを相方に誘い「山崎浮宮」を結成。しかし、山里からコンビ結成を打診されていたしずちゃんから解散を告げられる。
女芸人
演 - 河邑ミク
しずちゃんと仲が良く、彼女の好みをリサーチする山里に会話を盗み聞きされる。
山里に迫られてしずちゃんのメールアドレスを教えてしまう。
八百屋の店主
演 - 尾花かんじ
買い物をしていたしずちゃんと会話したことから、彼女の跡をつけていた山里に何を話していたのか質問される。
スタッフA、演出
演 - 玉寄大樹（第6話）、稲田恵司
番組の企画会議で『黒ひげ危機一発』に関するクイズについて検討する。
社員
演 - 吉田電話
吉本の社員。大阪に転勤した高山を劇場に案内する。
照明さん
演 - 吉野容臣
ピン芸人「イタリア人」として日本人形の手をなめまわすネタを劇場で披露する山里に、気持ち悪いので次にそのネタをやったら照明を消すと忠告する。その後、山里が忠告を無視してネタを披露しようとしたことから、実際に照明を消す。
まやや
演 - 高崎かなみ
谷ショーが物まねをしている女性アイドル。「一人相撲ララバイ」を唄う。

#### 第6話
朽木
演 - 吉田結衣（THIS IS パン）（第7話・第8話）
吉本の社員。南海キャンディーズを結成して挨拶回りをする山里としずちゃんに、コンビをころころ変えられると手続きが面倒くさいと文句を言う。また、南海キャンディーズは劇場のレギュラーメンバーではないという理由から、テレビやラジオのオファーを断る。
劇場バトルの審査の際には、おかっぱ赤メガネと女子のコンビである南海キャンディーズは売れる前に飽きられるとして、「キャラ0点」と辛辣な評価をする。
M-1グランプリ準優勝後、山里にライブ出演を要求するが、断りを入れられ復讐される。
司会者
演 - 小西ケイタ（よだれどり）
吉本の劇場のレギュラーメンバーを決めるお笑いバトルで、司会を務める。
お笑いバトルの出場コンビ
演 - 岸真平（ピカロ一世）、ねーすけ（ピカロ一世）
ナッチャマン
演 - 宇治田寛（風神アラジン）、小林拓矢（風神アラジン）
お笑いバトルにて南海キャンディーズと対戦し、勝利する。
『エンタの神様』のナレーター
声 - 坂上みき
陣内智則、だいたひかる、はなわ
演 - 陣内智則、だいたひかる、はなわ（本人、資料映像）
『エンタの神様』の出演者。
男性
演 - 浜田道彦
ストリートライブ中の南海キャンディーズに対し、しずちゃんの声が小さいと文句を言って立ち去る。
男子高生
演 - 後藤誠弥
南海キャンディーズのストリートライブを見て、面白いと拍手する。

#### 第7話
新山真人
演 - 石黒雄太
「株式会社ノンアクセル」の若手社長。ニュース番組『NEWSコレナビ』から独占取材を受けた際、目標を決めてスケジュール帳を作成すれば日々やることが明確になると、その重要性を熱弁する。
店員
演 - 土佐和成
飲食店のバイトをする若林に対し、ホールスタッフだと職場の空気が重くなると単刀直入に告げ、木箱に入って弁当を販売する仕事にまわす。
木場
演 - 神戸浩（第8話・第9話）
むつみ荘の住人。春日の隣室に住んでおり、ご近所付き合いで春日にチーズを差し入れする。
オードリーが春日の部屋でトークライブ「小声トーク」を始めると、客として参加する。
リポーター
演 - 羽村純子
木箱に入って弁当を販売していた若林を『NEWSコレナビ』の中で取り上げようと、彼に取材を申し込む。
店員
演 - 奥田由香
花鈴に告白しようと喫茶店を訪れた山里を接客する。
社長
演 - チャンス大城（第8話）
ケイダッシュステージの社長。寿司屋にて、若林と春日にコンビ名の改名を提案し、その場にあった寿司ネタから「うにいくら」、名前だけでも派手にしたいという理由でオードリー・ヘプバーンから「オードリー」というコンビ名を考案し、どちらがよいか二人に選ばせる。

#### 第8話
女性店員
演 - 東條織江
スーパーで買い物中の山里から、お惣菜の半額シールを要求されても無視していたが、M-1グランプリで準優勝すると頼まれもしないのに半額シールを貼り、また来店するようにせがむ。
男性店員
演 - 高松克弥
会計の際に1万円札で支払おうとする山里に対し、嫌な顔をしながらレジ対応をしていたが、M-1グランプリ準優勝後は掌返して笑顔で接客する。
女性
演 - 武藤晃子
スーパーでアジフライを買おうとしていた山里に声をかける。
女性客、男性客
演 - 高崎佳代、田口主将
食堂で花鈴と食事をする山里を見つけ、声をかける。
スタッフ
演 - 諸喜田智也
M-1グランプリで準優勝だった山里たちに、「優勝おめでとう」と、適当な言葉をかける。
スタッフ
演 - 杉山俊介
番組の打ち合わせ中、「おもろいこと言えんの?」と、山里たちに冷たい対応を取る。
スタッフ
演 - 小切裕太
番組の打ち合わせの際、山里たちにより面白いネタを作るよう要求する。
スタッフ
演 - 佐藤まんごろう
南海キャンディーズにインタビューした際、山里のことを無視し、しずちゃんにばかり質問をする。
惣菜店の店主
演 - たなべ勝也
生中継の番組ロケで山里からお惣菜の半額を求められ、しずちゃんに叩かれてこれを承諾する。ロケ後、しずちゃんに叩かれたことを自慢できると喜ぶ。
整体師
演 - 東大源
多忙で疲れる山里をマッサージするが、その際に彼の愚痴を聞かされる。
スタッフ
演 - 山岡竜弘
深夜ラジオ番組『フリートーカー・ジャック!』（ラジオ日本）を担当し、出演オーディションに参加した若林にエピソードトークを求める。
放送作家
演 - 藤井青銅（本人役） 
『フリートーカー・ジャック!』のオーディションで春日の話をした若林に対し、自分のエピソードを話すことを求める。
若林のエピソードトークを聞くと、彼のフリートークを褒め、オーディションに合格させる。
客
演 - 山内昭宏、栗原卓也
食堂で花鈴と食事する山里を見つけるが名前が思い出せず、「しずちゃんの相方」と呼ぶ。
リポーター
演 - 村上（マヂカルラブリー）（第9話）、前田登（はりけ〜んず、本人役）（第9話）、新井義幸（はりけ〜んず、本人役）（第9話）
M-1グランプリ敗者復活戦のリポートを行う。

#### 第9話
女性タレント
演 - 東条澪
南海キャンディーズと共に、商店街でイケメン店員を探す街ブラロケに参加する。
渡辺正行
演 - 渡辺正行（本人役）
コント赤信号のリーダー。「ラ・ママ新人コント大会」を主催し、そのオーディションでオードリーが披露したズレ漫才を、M-1を狙えるネタだと評価する。
女優
演 - りんごちゃん
日本アカデミー賞で山里からインタビューを受ける。
男優
演 - R藤本
日本アカデミー賞のインタビュー中にボケるが、緊張する山里にスルーされる。
監督
演 - モーリー・ロバートソン
日本アカデミー賞のインタビューで、緊張する山里から「監督にとって時代劇とは?」と繰り返し質問され、苛立つ。

#### 第10話
スタッフ
演 - 宮森右京（第11話）
朝の情報番組『スッキリ』を担当する。

#### 第11話
ラジオのスタッフ
演 - 古谷佳也、齊藤友暁
TBSラジオ『山里亮太の不毛な議論』を担当する。
雑誌編集者
演 - 中村公隆
月刊文芸誌『ダ・ヴィンチ』でエッセイを連載することになった若林と打ち合わせをする。
アナウンサー
演 - 町田浩徳（日本テレビアナウンサー）
2020年、新型コロナウイルスの流行によって人の動きが制限されていることを、ニュース番組で伝える。

#### 最終話
水卜麻美
演 - 水卜麻美（日本テレビアナウンサー、本人役）
『午前0時の森』で、若林とともに火曜日の司会を担当する。山里がゲスト出演した回では、若林と山里をモデルとするドラマが制作されることを発表する。
髙橋海人
演 - 髙橋海人（King & Prince、本人役）
『午前0時の森』に森本と共にサプライズで登場し、ドラマで若林を演じることを報告、撮影時に若林からカレーパンの差し入れを贈られる。
森本慎太郎
演 - 森本慎太郎（SixTONES、本人役）
『午前0時の森』に髙橋と共にサプライズで登場し、ドラマで山里を演じることを報告、『山里亮太の不毛な議論』にゲスト出演する。
武田真一、黒田みゆ
演 - 武田真一（本人役）、黒田みゆ（日本テレビアナウンサー、本人役）
朝の情報番組『DayDay.』で、山里とともにMCを務める。
蒼井優
演 - 蒼井優（本人役、写真出演）
女優。山里の結婚相手。

## スタッフ
- 脚本 - 今井太郎[1]
  - プロット協力 - 相良真美、山田泰葉[61]
- ナレーター - 水卜麻美[62]
- 音楽 - T字路s[63]
- 主題歌
  - SixTONES「こっから」（ソニー・ミュージックレーベルズ）[64]（オープニング、エンディング〈#1 - #7〉）
  - King & Prince「なにもの」（Johnnys’Universe）[65]（エンディング〈#8 - #12〉 ）
- 演出 - 狩山俊輔、伊藤彰記、長沼誠[61]
- サウンドデザイン - 石井和之[61]
- 劇中イラスト - 安齋肇[66]
- アメフト指導 - 大島健嗣
- 医療指導 - 山本昌督
- 看護指導 - 松島由貴子[61]
- アクションコーディネーター - 青木哲也[61]
- プロデューサー - 河野英裕、長田宙、阿利極[1]
- チーフプロデューサー - 石尾純[1]（#1 - #8）→松本京子（#9 - ）
- 制作協力 - AX-ON[1]
- 製作著作 - 日本テレビ[1]

## 放送日程
| 各話                                                                        | 放送日  | サブタイトル              | ラテ欄                                | 演出     | 視聴率 |
| --------------------------------------------------------------------------- | ------- | ------------------------- | ------------------------------------- | -------- | ------ |
| 第1話                                                                       | 4月09日 | 何を求めていますか?       | 南キャン山里 オードリー若林! 感動実話 | 狩山俊輔 | 4.7%   |
| 第2話                                                                       | 4月16日 | 大きな声が出せますか?     | オードリー誕生へ!! 山里!!芸人養成所へ | 狩山俊輔 | 4.7%   |
| 第3話                                                                       | 4月23日 | ひとの心が見えますか?     | 山里 悪行でコンビ解散! しずちゃん登場 | 狩山俊輔 | 3.7%   |
| 第4話                                                                       | 4月30日 | 大人の世界を見ましたか?   | 山里涙のコンビ解散 若林初舞台で大撃沈 | 伊藤彰記 | 3.6%   |
| 第5話                                                                       | 5月07日 | 帰るところはありますか?   | 南海キャン誕生! しずちゃん獲得大作戦  | 長沼誠   | 3.3%   |
| 第6話                                                                       | 5月14日 | 胸をはっていますか?       | M-1決勝への道… 残酷なエンタの神様     | 狩山俊輔 | 3.7%   |
| 第7話                                                                       | 5月21日 | どんな夢見てますか?       | いざM-1決勝の舞台 若林は芸人辞める!?  | 伊藤彰記 | 3.9%   |
| 第8話                                                                       | 5月28日 | そっちの道でいいですか?   | こっから… なにもの大ブレイク前夜の夢  | 長沼誠   | 3.9%   |
| 第9話                                                                       | 6月04日 | どんな明日が見えますか?   | M-1敗者復活戦! ついに夢がかなう!      | 狩山俊輔 | 4.0%   |
| 第10話                                                                      | 6月11日 | そこは迷路じゃないですか? | ついにコンビ結成! 超ダメ人間が輝く時  | 伊藤彰記 | 4.9%   |
| 第11話                                                                      | 6月18日 | 人は変わると思いますか?   | 今幸せ? ふたつの死が教えてくれたこと  | 狩山俊輔 | 4.3%   |
| 最終話                                                                      | 6月25日 | 燃え上がるものありますか? | こっから始まるんだ なにものかの物語   | 狩山俊輔 | 5.0%   |
| 平均視聴率 4.1%（視聴率はビデオリサーチ調べ、関東地区・世帯・リアルタイム） |         |                           |                                       |          |        |

## 受賞
- 23年度「第26回日刊スポーツ・ドラマグランプリ」春ドラマ選考[70]
  - 主演男優賞 - 森本慎太郎
  - 助演女優賞 - 富田望生
  - 作品賞
- 第116回ザテレビジョンドラマアカデミー賞[71]
  - 最優秀作品賞
  - 主演男優賞 - 髙橋海人
  - 助演女優賞 - 富田望生
  - ドラマソング賞 - こっから / SixTONES
  - 監督賞 - 狩山俊輔、伊藤彰記、長沼誠

## スピンオフドラマ
『たりてるふたり』と題し、動画配信サービスHuluでスピンオフドラマが独占配信中。
2023年6月18日の地上波第11話放送終了後に前編が、6月25日の地上波最終話放送終了後に後編が配信された。
春日としずちゃんのちょっと変わった「日常」と「情熱」、そしてときどき「青春」が描かれる。

### キャスト（スピンオフドラマ）

#### 前編
- 春日俊彰 - 戸塚純貴（後編）[72]
- 山崎静代 - 富田望生（後編）[72]
- 若林知枝 - 池津祥子[72]
- 若林麻衣 - 箭内夢菜[72]
- 鈴木足秋 - 水沢林太郎（後編）[72]
- 吉田靖直（後編）[72]
- 谷勝太 - 藤井隆（後編）[72]
- 高山三希 - 坂井真紀（後編）[72]
- 若林鈴代 - 白石加代子[72]
- 若林徳義 - 光石研[72]

#### 後編
- 山里勤 - 三宅弘城[72]
- 山里瞳美 - ヒコロヒー[72]
- DJ杉内 - 加賀翔（かが屋）[72]
- L田雲 - 賀屋壮也（かが屋）[72]
- 山里周平 - 森本晋太郎（トンツカタン）[72]
- 関町知弘（ライス）[72]

### スタッフ（スピンオフドラマ）
- 脚本 - 今井太郎[72]
- 音楽 - T字路s
- 演出 - 長沼誠[72]
- チーフプロデューサー - 松本京子[72]
- プロデューサー - 河野英裕、長田宙、阿利極（AXON）[72]
- Hulu担当 - 髙橋浩史、妹尾奈津美
- 制作協力 - AXON[72]
- 製作著作 - 日本テレビ[72]

### 配信日程（スピンオフドラマ）
| 各話 | 配信日  | サブタイトル         |
| ---- | ------- | -------------------- |
| 前編 | 6月18日 | 〜だが、平常である〜 |
| 後編 | 6月25日 | 〜だが、愛情がある〜 |